# John W. Collins
John William Collins, també conegut com a Jack Collins (Newburgh, Nova York, 23 de setembre de 1912 — 2 de desembre de 2001), fou un influent mestre d'escacs estatunidenc.
Es va convertir en mestre d'escacs en els anys 1930, i va instruir, entre d'altres, el futur Campió del món Bobby Fischer.

## Biografia
Collins va néixer i créixer a Newburgh (Nova York), però va viure la major part de la seva vida a Nova York. Va esdevenir mestre d'escacs els 1930. Fou una figura cabdal en els primers moments de l'organització dels escacs contemporanis, essent un dels primers editors d'escacs per correspondència a la revista Chess Review (que més tard es fusionaria amb Chess Life). Fou un dels pocs jugadors estatunidencs que varen destacar tant en el joc postal com sobre el tauler, i va guanyar el campionat d'escacs per correspondència dels Estats Units alhora que estava classificat com un dels millors jugadors de torneig. Va romandre actiu fins als 1960, i va representar els Estats Units en el primer Campionat del món d'escacs per correspondència.
Collins va ensenyar també molts dels millors jugadors joves estatunidencs, i la Federació d'escacs dels Estats Units el va reconèixer com al millor professor d'escacs del segle xx. Autor prolífic, va ensenyar centenars de jugadors a través dels seus llibres i articles, i fou coeditor de la novena edició de Modern Chess Openings. Collins fou també un líder i organitzador en l'àmbit dels escacs a la ciutat de Nova York.
El llibre de Collins My Seven Chess Prodigies, de 1975, inclou memòries d'un grapat dels seus estudiants que posteriorment esdevindrien alguns dels millors jugadors estatunidencs, com ara l'excampió del món Bobby Fischer, el GM William Lombardy, el columnista del New York Times GM Robert Byrne i l'MI Raymond Weinstein.

## Llibres
Publicacions de John W. Collins:
- My Seven Chess Prodigies. ISBN 0-671-21941-3. (1975) (en anglès).
- Maxims of Chess. ISBN 0-679-14403-X. (1978) (en anglès).
- Modern Chess Openings. ASIN B000LF0NMO. Novena edició, editat per Walter Korn i John W. Collins, 1957 (en anglès).